# Hydaticus latior
Hydaticus latior är en skalbaggsart som beskrevs av Régimbart 1895. Hydaticus latior ingår i släktet Hydaticus och familjen dykare. Inga underarter finns listade i Catalogue of Life.